# RWD-20
RWD-20 – polski dwumiejscowy samolot doświadczalny. 

## Historia
Prototyp został wykonany na bazie istniejącego prototypu RWD-9 w celu zbadania zachowania samolotu z podwoziem z kołem przednim dla potrzeb projektu RWD-18. Przeróbka prototypu RWD-9 została wykonana przez Bronisława Żurakowskiego w Doświadczalnych Warsztatach Lotniczych (DWL) w roku 1937. Samolot zmodyfikowano poprzez pozostawienie w nim tylko dwóch miejsc, usunięto tylne okna w kabinie oraz zmieniono usterzenie pionowe na zbliżone do stosowanego w RWD-13.
Samolot początkowo badano w locie z kółkiem przednim nie posiadającym sterowania i amortyzacji. Po pierwszych lotach koło przednie zostało zmodyfikowane, dalsze loty doświadczalne wykazały pozytywne własności rozwiązania nowego podwozia, znacznie wzrosła widoczność podczas kołowania na lotnisku i startu samolotu. Podczas prób kołowania z prędkością 30 km/h samolot miał promień zakrętu 8 m. Samolot uległ zniszczeniu podczas bombardowania wytwórni we wrześniu 1939 roku.

## Konstrukcja
Dwumiejscowy samolot doświadczalny o konstrukcji mieszanej w układzie zastrzałowego górnopłata.

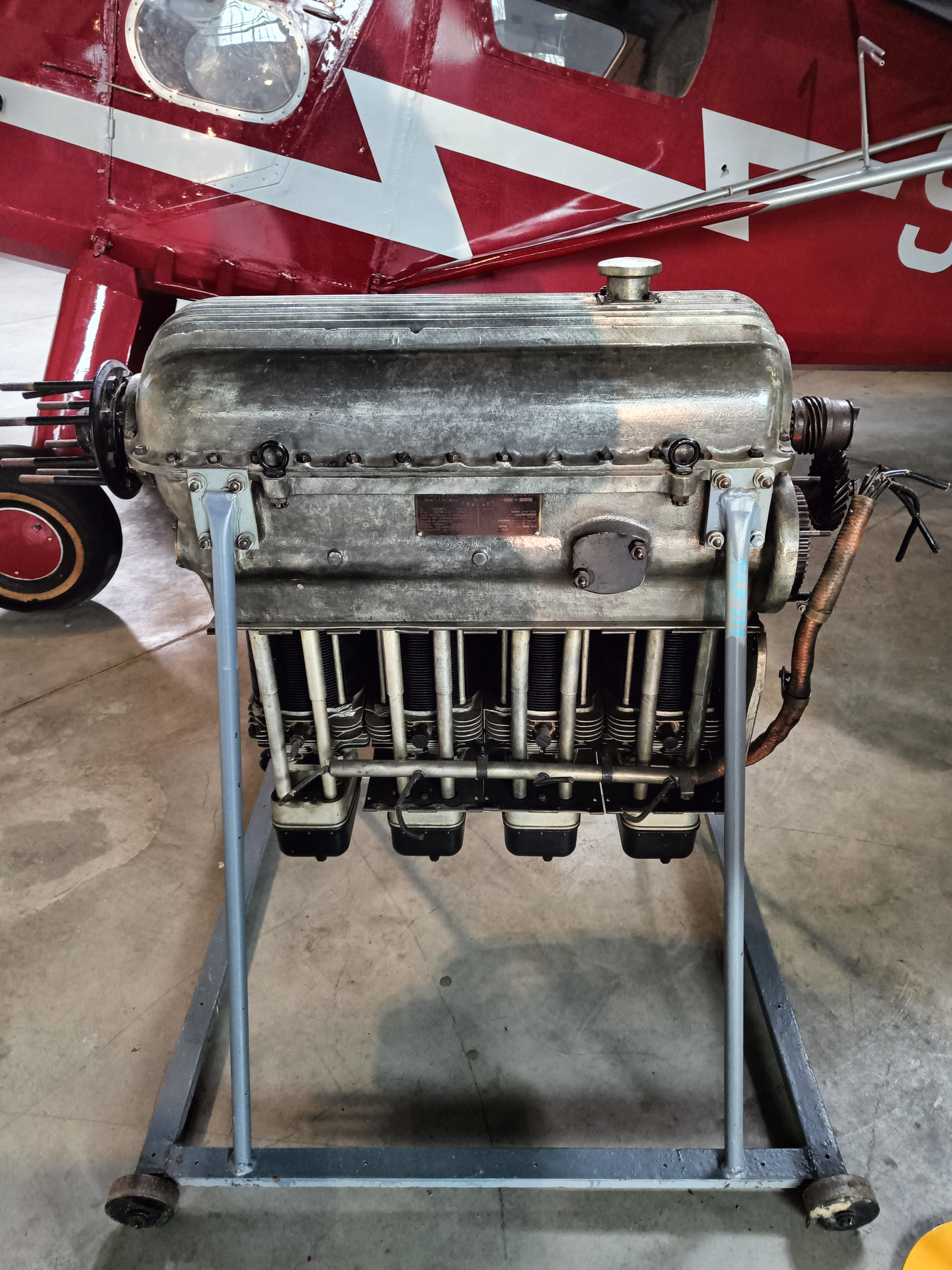
Silnik PZInż. Walter Major 4 eksponowany w MLP w Krakowie

Kadłub wykonany ze spawanych rur stalowych, kryty płótnem. Kabina załogi zamknięta z dwoma miejscami obok siebie. Skrzydła o konstrukcji drewnianej, kryte płótnem. Składane, wyposażone w dwa zbiorniki paliwa oraz w automatyczne sloty. Usterzenie klasyczne, statecznik pionowy stanowił część kadłuba, statecznik poziomy wolnonośny, dwuczęściowy. Podwozie trójpunktowe z kółkiem przednim. Kółko przednie skrętne, sprzężone z drążkiem i sterem kierunku, osłonięte owiewką. Golenie główne z amortyzatorem olejowo-powietrznym, zamocowane przy okuciu zastrzału. Koła główne były wyposażone w hamulce.
Silnik rzędowy chłodzony powietrzem Walter Major 4, o mocy nominalnej 120 KM przy 2100 obr./min i mocy startowej 130 KM. Napędzał drewniane dwułopatowe śmigło Szomański o stałym skoku.

## Malowanie
Cały samolot był malowany na zielonooliwkowo, statecznik pionowy i ster kierunku miał kolor kremowy.